# Bahnstrecke Oberoderwitz–Wilthen
| Ausschnitt der Streckenkarte Sachsen von 1902 |                       |                                                        |                                                        |
| Streckennummer: | 6215; sä. OW          |                                                        |                                                        |
| Kursbuchstrecke (DB): | 235                   |                                                        |                                                        |
| Kursbuchstrecke: | 135 (1934) 161 (1946) |                                                        |                                                        |
| Streckenlänge: | 33,993 km             |                                                        |                                                        |
| Spurweite: | 1435 mm (Normalspur)  |                                                        |                                                        |
| Streckenklasse: | CM3                   |                                                        |                                                        |
| Maximale Neigung: | 12,8 ‰                |                                                        |                                                        |
| Minimaler Radius: | 300 m                 |                                                        |                                                        |
| Streckengeschwindigkeit: | 120 km/h              |                                                        |                                                        |
| Zugbeeinflussung: | PZB                   |                                                        |                                                        |
| |                       |                                                        |                                                        |
| \| \| \| von (Liberec–) Zittau (vorm. Löbau-Zittauer Eisenbahn) \| \| \| \| −0,616 \| Oberoderwitz Abzw \| Oberoderwitz Abzw \| \| \| \| nach Löbau (Sachs) (vorm. Löbau-Zittauer Eisenbahn) \| \| \| \| 0,000 \| Oberoderwitz (ehem. Bf) \| 311 m \| \| \| 0,310 \| EÜ Spitzbergstraße (26 m) \| EÜ Spitzbergstraße (26 m) \| \| \| 2,444 \| Oberoderwitz Oberdorf \| 339 m \| \| \| \| von Mittelherwigsdorf–Varnsdorf \| \| \| \| 6,654 \| Hp Abzw Eibau (ehem. Bf) \| Hp Abzw Eibau (ehem. Bf) \| \| \| 9,917 \| Neugersdorf (ehem. Bf) \| 395 m \| \| \| \| von Bakov nad Jizerou (vorm. Böhmische Nordbahn) \| \| \| \| 13,443 \| Ebersbach (Sachs) \| 361 m \| \| \| \| nach Löbau \| \| \| \| 13,770 \| EÜ Marktstraße (12 m) \| EÜ Marktstraße (12 m) \| \| \| 14,920 \| Brücke Hempelbachtal (61 m) \| Brücke Hempelbachtal (61 m) \| \| \| 17,813 \| EÜ Neufriedersdorf (14 m) \| EÜ Neufriedersdorf (14 m) \| \| \| 19,440 \| Neusalza-Spremberg (ehem. Bf) \| 332 m \| \| \| 21,025 \| Staatsgrenze Deutschland–Tschechien \| Staatsgrenze Deutschland–Tschechien \| \| \| 22,055 \| Staatsgrenze Tschechien–Deutschland \| Staatsgrenze Tschechien–Deutschland \| \| \| \| Schmalspurbahn von Dürrhennersdorf \| \| \| \| 22,930 \| Taubenheim (Spree) (ehem. Bf) \| 309 m \| \| \| 26,388 \| Viadukt Sohland (124 m) \| Viadukt Sohland (124 m) \| \| \| 27,148 \| Sohland (ehem. Bf) \| 298 m \| \| \| 27,929 \| Brücke Kaltbachtal (40 m) \| Brücke Kaltbachtal (40 m) \| \| \| 29,740 \| Viadukt Schirgiswalde (147 m) \| Viadukt Schirgiswalde (147 m) \| \| \| 30,160 \| Schirgiswalde-Kirschau (ehem. Bf) \| 289 m \| \| \| 33,185 \| Anst VEGRO Kirschau (2260 m) \| Anst VEGRO Kirschau (2260 m) \| \| \| \| von Bautzen \| \| \| \| 33,377 \| Wilthen \| 298 m \| \| \| \| nach Neukirch West (–Bad Schandau) \| \| \| \| \| \| \| \| ehemals zweigleisige Strecke \| \| \| \| |                       |                                                        |                                                        |
| Strecke |                       | von (Liberec–) Zittau (vorm. Löbau-Zittauer Eisenbahn) | von (Liberec–) Zittau (vorm. Löbau-Zittauer Eisenbahn) |
| Blockstelle | −0,616                | Oberoderwitz Abzw                                      | Oberoderwitz Abzw                                      |
| Abzweig geradeaus und ehemals nach rechts |                       | nach Löbau (Sachs) (vorm. Löbau-Zittauer Eisenbahn)    | nach Löbau (Sachs) (vorm. Löbau-Zittauer Eisenbahn)    |
| Haltepunkt / Haltestelle | 0,000                 | Oberoderwitz (ehem. Bf)                                | 311 m                                                  |
| Brücke | 0,310                 | EÜ Spitzbergstraße (26 m)                              | EÜ Spitzbergstraße (26 m)                              |
| Haltepunkt / Haltestelle | 2,444                 | Oberoderwitz Oberdorf                                  | 339 m                                                  |
| Abzweig geradeaus und von links |                       | von Mittelherwigsdorf–Varnsdorf                        | von Mittelherwigsdorf–Varnsdorf                        |
| Haltepunkt / Haltestelle | 6,654                 | Hp Abzw Eibau (ehem. Bf)                               | Hp Abzw Eibau (ehem. Bf)                               |
| Haltepunkt / Haltestelle | 9,917                 | Neugersdorf (ehem. Bf)                                 | 395 m                                                  |
| Abzweig geradeaus und von links |                       | von Bakov nad Jizerou (vorm. Böhmische Nordbahn)       | von Bakov nad Jizerou (vorm. Böhmische Nordbahn)       |
| Bahnhof | 13,443                | Ebersbach (Sachs)                                      | 361 m                                                  |
| Abzweig geradeaus und nach rechts |                       | nach Löbau                                             | nach Löbau                                             |
| Brücke | 13,770                | EÜ Marktstraße (12 m)                                  | EÜ Marktstraße (12 m)                                  |
| Brücke | 14,920                | Brücke Hempelbachtal (61 m)                            | Brücke Hempelbachtal (61 m)                            |
| Brücke | 17,813                | EÜ Neufriedersdorf (14 m)                              | EÜ Neufriedersdorf (14 m)                              |
| Haltepunkt / Haltestelle | 19,440                | Neusalza-Spremberg (ehem. Bf)                          | 332 m                                                  |
| Grenze | 21,025                | Staatsgrenze Deutschland–Tschechien                    | Staatsgrenze Deutschland–Tschechien                    |
| Grenze | 22,055                | Staatsgrenze Tschechien–Deutschland                    | Staatsgrenze Tschechien–Deutschland                    |
| Abzweig geradeaus und ehemals von rechts |                       | Schmalspurbahn von Dürrhennersdorf                     | Schmalspurbahn von Dürrhennersdorf                     |
| Haltepunkt / Haltestelle | 22,930                | Taubenheim (Spree) (ehem. Bf)                          | 309 m                                                  |
| Brücke | 26,388                | Viadukt Sohland (124 m)                                | Viadukt Sohland (124 m)                                |
| Haltepunkt / Haltestelle | 27,148                | Sohland (ehem. Bf)                                     | 298 m                                                  |
| Brücke | 27,929                | Brücke Kaltbachtal (40 m)                              | Brücke Kaltbachtal (40 m)                              |
| Brücke | 29,740                | Viadukt Schirgiswalde (147 m)                          | Viadukt Schirgiswalde (147 m)                          |
| Haltepunkt / Haltestelle | 30,160                | Schirgiswalde-Kirschau (ehem. Bf)                      | 289 m                                                  |
| Abzweig geradeaus und ehemals von rechts | 33,185                | Anst VEGRO Kirschau (2260 m)                           | Anst VEGRO Kirschau (2260 m)                           |
| Abzweig geradeaus und von rechts |                       | von Bautzen                                            | von Bautzen                                            |
| Bahnhof | 33,377                | Wilthen                                                | 298 m                                                  |
| Strecke |                       | nach Neukirch West (–Bad Schandau)                     | nach Neukirch West (–Bad Schandau)                     |
| |                       |                                                        |                                                        |
| ehemals zweigleisige Strecke |                       |                                                        |                                                        |

Die Bahnstrecke Oberoderwitz–Wilthen ist eine eingleisige Hauptbahn in Sachsen, die ursprünglich als Teil der Süd-Lausitzer Bahn erbaut und betrieben worden ist. Sie schließt in Oberoderwitz an die Bahnstrecke Zittau–Löbau an und führt in der südlichen Oberlausitz über Neugersdorf, Ebersbach/Sa. und Schirgiswalde nach Wilthen, wo sie in die Bahnstrecke Bautzen–Bad Schandau einmündet. Die Strecke ist Teil der überregionalen Fernverbindung von Liberec über Zittau nach Dresden.

## Geschichte
Die Bahnstrecke Oberoderwitz–Wilthen wurde ab 1872 als Teilabschnitt der Süd-Lausitzer Bahn projektiert und gebaut. Der Hauptstrang der Süd-Lausitzer Bahn verlief von Zittau über Warnsdorf, Eibau, Ebersbach, Sohland und Neukirch in Richtung Pirna. Zwei später ergänzte Zweigbahnen von Oberoderwitz nach Eibau und von Neukirch nach Bischofswerda verkürzten die Trasse später noch und ermöglichten einen durchgehenden Verkehr in der Relation Dresden–Bischofswerda–Ebersbach–Zittau.
Eröffnungsdaten:
- 1. November 1874: (Seifhennersdorf–) Eibau–Ebersbach
- 1. Mai 1875: Ebersbach–Sohland
- 1. September 1877: Sohland–Wilthen
- 15. Oktober 1879: Oberoderwitz–Eibau

Zwischen Neugersdorf und Ebersbach und zwischen Neusalza und Taubenheim (Fugauer Zipfel) überquerte die neue Strecke auf kurzen Abschnitten böhmisches Gebiet. Grundlage dafür war ein Staatsvertrag zwischen Österreich und Sachsen vom 29. September 1869.

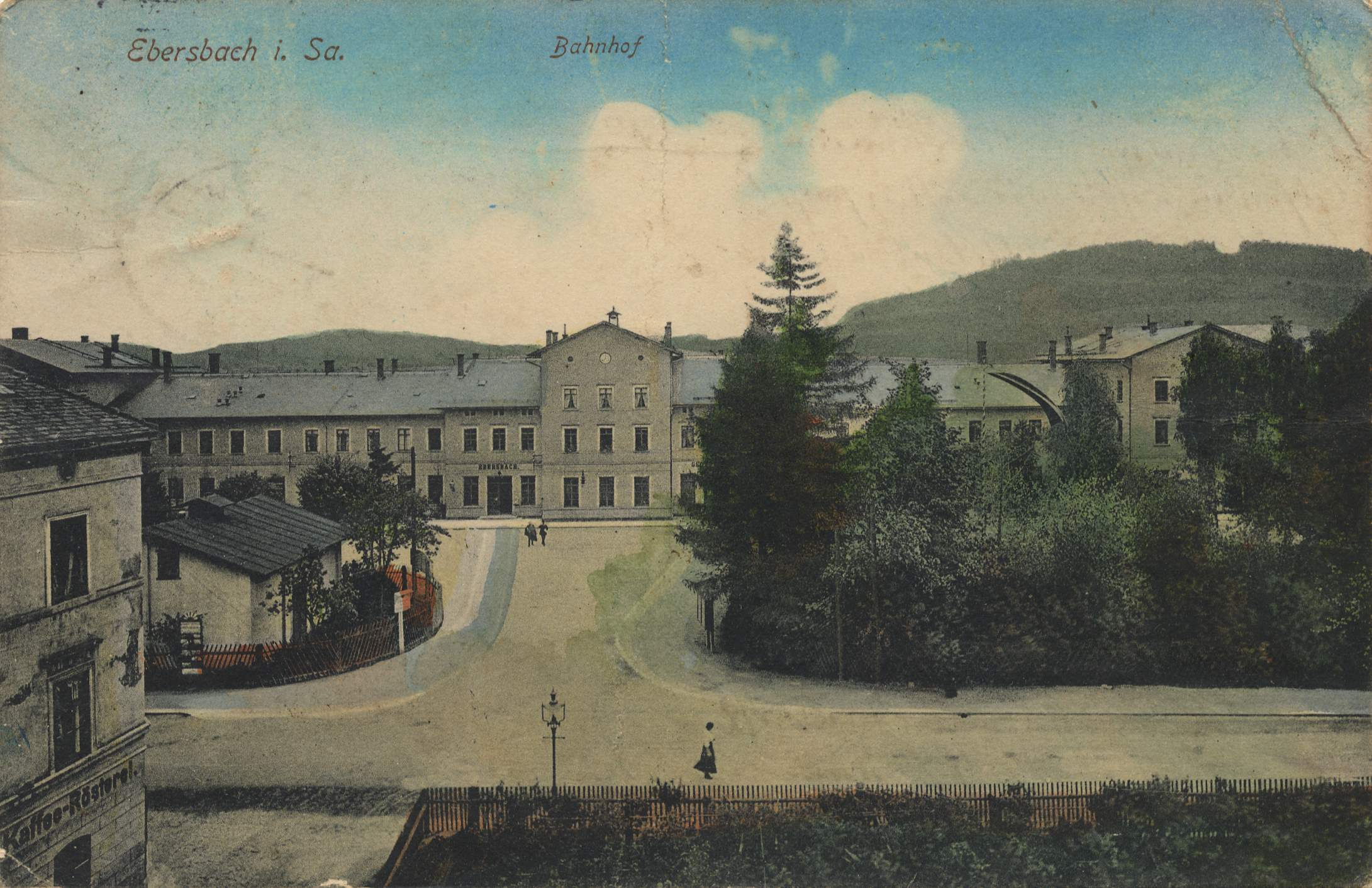
Bahnhof Ebersbach (um 1900)

Die Tschechoslowakei plante in den 1950er Jahren einen Gebietsaustausch, bei dem der gesamte Fugauer Zipfel an die DDR übergeben werden sollte. In dem Falle wäre auch die Bahnstrecke fortan vollkommen auf deutschem Gebiet verlaufen. Dieses Vorhaben zerschlug sich jedoch aus unbekannten Gründen.
Seit Mitte der 1990er Jahre fand eine abschnittsweise Modernisierung und Erneuerung der Strecke statt. Dabei wurden die meisten Nebengleise, Gleisanschlüsse und Kreuzungsmöglichkeiten abgebaut. Im August 2007 teilte der sächsische Wirtschaftsminister Thomas Jurk auf eine Kleine Anfrage hin mit, dass die Reisezeit mit dem Regionalexpress zwischen Dresden und Zittau zukünftig auf unter 80 Minuten sinken soll, wofür insgesamt 84,6 Millionen Euro in den Ausbau der Teilstrecke Bischofswerda–Zittau zu investieren seien.
Die Finanzierung des Ausbaues erfolgte aus Mitteln des Freistaats Sachsen und des Zweckverbandes Verkehrsverbund Oberlausitz-Niederschlesien (ZVON) und betrug insgesamt 100 Millionen Euro.
Durch die erreichten Fahrzeitverkürzungen konnte Ende 2008 ein optimierter Taktfahrplan in Kraft gesetzt werden, der im Regelbetrieb in der Relation Dresden–Zittau nur noch eine Zugkreuzung im eingleisigen Abschnitt erfordert. Diese findet für die Regionalbahnen zur vollen ungeraden Stunde in Ebersbach (Sachs), für die Regionalexpresszüge zur vollen geraden Stunde in Wilthen statt. Damit betragen die Fahrzeiten zwischen Dresden und Zittau im Regionalexpress etwa 90 Minuten und in der Regionalbahn etwa 110 Minuten.
Bis 2010 wurden fast alle der verbliebenen Bahnhöfe an das Elektronische Stellwerk (ESTW) Unterzentrale Zittau mit Sitz in Bischofswerda angeschlossen und mit Ks-Signalen ausgerüstet. Lediglich der Bahnhof Eibau blieb zunächst wegen der Unklarheit über die abzweigende Strecke der DRE Richtung Mittelherwigsdorf vom Rückbau ausgespart. Zwischen den beiden Endpunkten ist heute nur noch Ebersbach (Sachs) als Bahnhof in Betrieb, in dem Zugkreuzungen stattfinden können. Eibau wurde schließlich im Jahr 2016 zum Haltepunkt mit Abzweigstelle zurückgebaut. Neben Ebersbach (Sachs) ist Sohland die einzige Betriebsstelle, wo noch verkehrliche Einrichtungen für den Güterverkehr vorgehalten werden.
Im Dezember 2014 übernahm das Eisenbahnverkehrsunternehmen Vogtlandbahn (heute: Die Länderbahn) unter der Marke Trilex sämtliche Leistungen des öffentlichen Personennahverkehrs von DB Regio Südost. Eine Änderung des Verkehrsangebotes und der Qualität war damit nicht verbunden.
Im Februar 2019 beschloss die Kohlekommission für den Strukturwandel in der Lausitz auch Maßnahmen für die Verbesserung der Infrastruktur auf der Eisenbahnverbindung zwischen Zittau und Bischofswerda. Konkret ist die Wiedereinrichtung von Kreuzungsbahnhöfen angedacht, um eine Taktverdichtung zu ermöglichen. Laut ZVON sei die Strecke derzeit „mit dem bestehenden Fahrplan bis zur Kapazitätsgrenze ausgelastet“.
Am 15. Oktober 2019 wurde ein Reisezugfahrplan wirksam, der konsequent auf den neuen Nulltaktknoten Zittau ausgerichtet ist. Die Regionalbahnen kreuzen seitdem zweistündlich in Wilthen zur üblichen Symmetrieminute.

## Streckenbeschreibung

### Verlauf
Die Strecke verlässt den heute zum Haltepunkt zurückgebauten Bahnhof Oberoderwitz in nordwestlicher Richtung und führt zunächst im Tal des Landwassers aufwärts. Kurz vor Neugersdorf überquert sie die Wasserscheide zur Spree, der sie dann bis zum Endpunkt Wilthen folgt. Kurz vor dem Bahnhof Ebersbach (Sachs) befand sich ursprünglich einer der auf böhmischem Territorium trassierten Abschnitte; nach einer Grenzänderung in den 1920er Jahren verläuft die Grenze heute direkt entlang des Bahnkörpers. Der zweite grenzüberschreitende Abschnitt bei Neusalza-Spremberg existiert noch heute und ist über einen Kilometer lang. Bei Sohland und in Schirgiswalde führt die Strecke über zwei Viadukte, die Nebentäler der Spree überbrücken.

### Betriebsstellen
Oberoderwitz

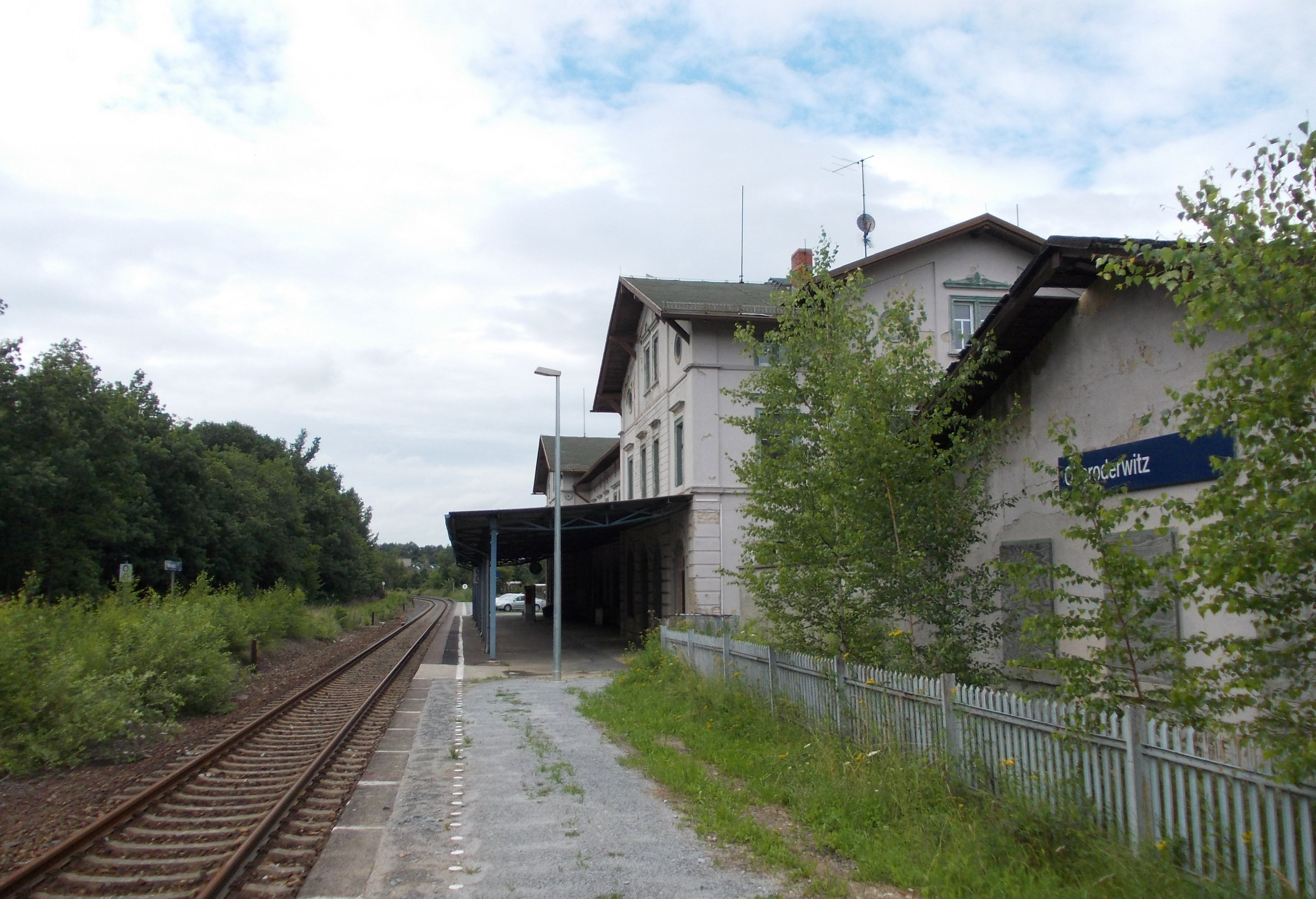
Bahnhof Oberoderwitz (2012)

Der Bahnhof Oberoderwitz wurde bereits 1848 durch die Löbau-Zittauer Eisenbahn als Haltestelle eingerichtet. Die spätere Ausdehnung als Inselbahnhof mit einem stattlichen Empfangsgebäude erfuhr er erst mit der Einbindung der Strecke Richtung Eibau im Jahr 1879. In der größten Ausdehnung nach dem Ersten Weltkrieg umfasste die Bahnanlage insgesamt 28 Weichen. Auf der Wilthener Seite bestanden zwei Bahnsteiggleise und ein weiteres Hauptgleis für Güterzüge.
Nach der Stilllegung der Strecke Oberoderwitz–Löbau am 19. Dezember 1999 wurde Oberoderwitz zum Haltepunkt mit Abzweigstelle abgestuft. Die Weichen und Gleisverbindungen zur Löbauer Seite wurden entfernt, auf der Wilthener Seite verblieb lediglich das Gleis am Hausbahnsteig. Das verbliebene Stellwerk B1 („Oberoderwitz Abzweig“) sichert seitdem nur noch die Abzweigweiche an der zweigleisigen Strecke von Zittau und den benachbarten Bahnübergang.
Oberoderwitz Oberdorf
Der Haltepunkt Oberoderwitz Oberdorf besteht seit der Streckeneröffnung. Die Hochbauten bestanden aus einem hölzernen Empfangsgebäude mit Dienst- und Warteraum, einem Freiabort und einem Beamtenwohnhaus III. Klasse. Nach Einrichtung des zweiten Streckengleises erhielt der Haltepunkt einen zweiten Bahnsteig auf der gegenüberliegenden Seite, der über einen überdachten Personentunnel erreichbar war. Heute sind außer dem Wohnhaus alle Hochbauten abgerissen, den Reisenden dient ein einfacher Unterstand als Wetterschutz.
Eibau

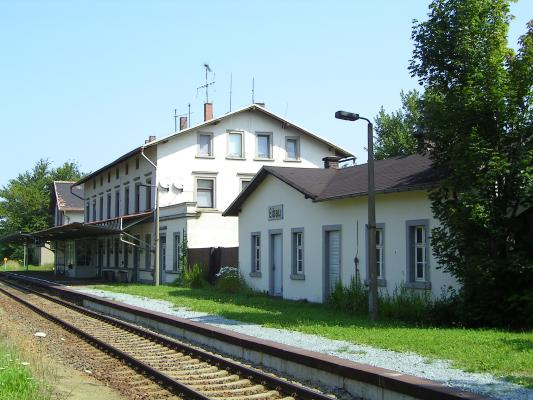
Bahnhof Eibau (2007)

Der Bahnhof Eibau wurde am 1. November 1874 als Haltestelle an der Südlausitzer Staatseisenbahn in Betrieb genommen. Mit der Inbetriebnahme der Strecke von Oberoderwitz wurde Eibau am 15. Oktober 1879 zum Trennungsbahnhof mit fünf Gleisen. Die größte Ausdehnung hatte Eibau nach dem durchgängigen zweigleisigen Ausbau der Strecke von Oberoderwitz nach Ebersbach im Jahr 1925 mit insgesamt 22 Weichen.
Die Reduzierung der Anlagen begann unmittelbar nach dem Zweiten Weltkrieg, als das zweite Gleis Oberoderwitz–Ebersbach im Zuge der Reparationsleistungen für die Sowjetunion wieder abgebaut wurde. Im Jahr 1988 erhielt Eibau ein neues elektromechanisches Stellwerk mit Hl-Lichtsignalen. Im Jahr 2016 wurden die verbliebenen Nebengleise demontiert und der Bahnhof zum Haltepunkt mit Abzweigstelle abgestuft. Damit verbunden war die Außerbetriebnahme des bisherigen Stellwerks und die Einbindung der Betriebsstelle in das Elektronische Stellwerk Bischofswerda.
Neugersdorf

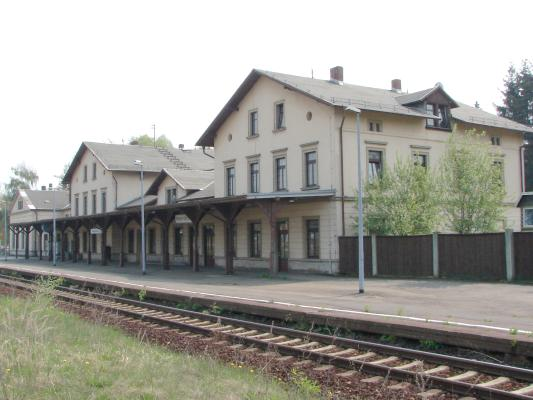
Haltepunkt Neugersdorf (2007)

Der heutige Haltepunkt Neugersdorf wurde 1874 als Bahnhof Alt- und Neu-Gersdorf in Betrieb genommen. Erst nach Bildung der einheitlichen Gemeinde Neugersdorf am 1. Oktober 1899 erhielt er den heutigen Namen. Ursprünglich umfasste die Betriebsstelle vier Gleise. Zwischen 1902 und 1905 wurde der Bahnhof schließlich auf acht Gleise erweitert. Seine größte Ausdehnung hatte er um 1925 mit 15 Gleisen und 45 Weichen erreicht. Im Bahnhof lagen zudem drei private Anschlussgleise.
Die Hochbauten bestanden aus dem stattlichen Empfangsgebäude, das 1912/13 noch um einen großen Anbau für Diensträume und die Bahnhofsgaststätte erweitert wurde, Güterschuppen und Wirtschaftsgebäude.
Eine erste Reduktion der Anlagen erfolgte 1946, als das zweite Streckengleis und ein Bahnhofsgleis demontiert wurde. 1952 wurden weitere Anlagen zur Gewinnung von Oberbaumaterial für „dringende Bauvorhaben“ demontiert.
Nach der politischen Wende im Osten Deutschlands 1989/90 ging die Bedeutung das Bahnhofes recht rasch zurück. Innerhalb kürzester Zeit kam der Güterverkehr zum Erliegen, so dass man auf alle Nebengleise verzichten konnte. Am 2. Juni 1999 wurde der Bahnhof zum Haltepunkt abgestuft. Alle Anlagen außer dem durchgehenden Hauptgleis wurden bis 2000 demontiert, sämtliche Nebengebäude bis 2006 abgerissen. Das im Jahr 1992 umfassend sanierte Empfangsgebäude steht heute leer, nach dem die Fahrkartenausgabe im März 2000 schloss. Auf dem ehemaligen Güterareal entstand eine Schnittstelle zum Überlandbusverkehr.
Ebersbach (Sachs)

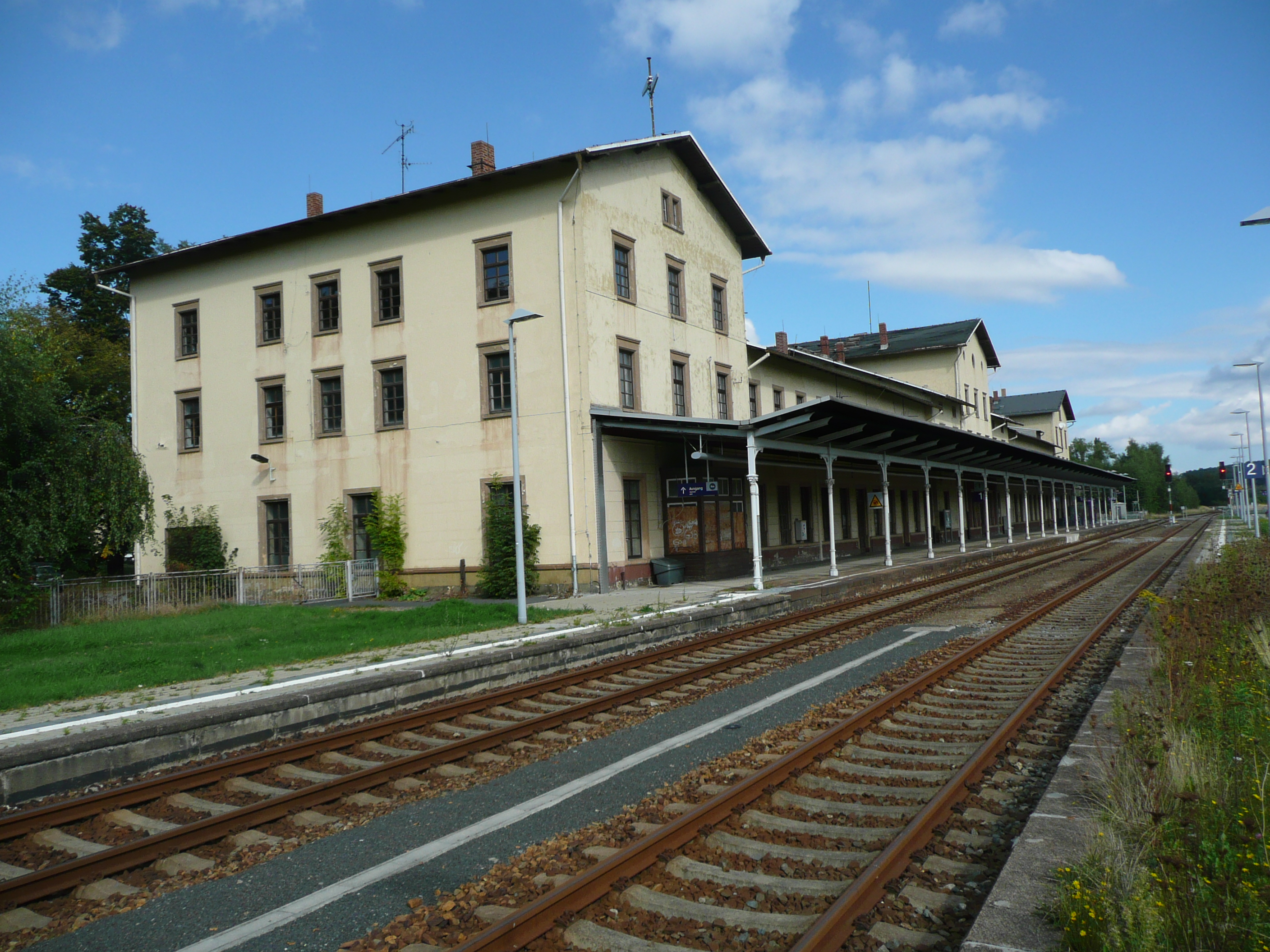
Bahnhof Ebersbach (2007)

Der Bahnhof Ebersbach (Sachs) besteht seit dem 1. November 1873. Der Bahnhof war von vornherein als Grenzbahnhof am Schnittpunkt der Südlausitzer Bahn mit der böhmischen Strecke von Bakov und weiter nach Löbau konzipiert. Ursprünglich lag ein Teil der Gleisanlagen am östlichen Bahnhofskopf auch auf böhmischen Territorium. Erst eine Grenzverschiebung einschließlich Verlegung der Spree und der umfassende Umbau der Bahnhofsanlagen im Jahr 1926 beendete diesen Zustand. Die Böhmische Nordbahn und ihre Rechtsnachfolger k.k. Staatsbahnen und ČSD besaßen noch bis 1938 Eigentum an den Anlagen und Hochbauten.
Heute sind die einst umfangreichen Anlagen des Bahnhofes auf das betriebsnotwendige Minimum zurückgebaut. Neben drei Bahnsteiggleisen und einem Ladegleis existiert nach wie vor ein besonderes Hauptgleis für Güterzüge. Es wird insbesondere für die weiterhin bedarfsweise verkehrenden Züge aus und in Richtung Tschechien genutzt.
Wilthen
Im Bahnhof Wilthen mündet die Strecke Oberoderwitz–Wilthen in die Bahnstrecke Bautzen–Bad Schandau ein, die seit 2007 im Abschnitt Bautzen–Wilthen stillgelegt ist. Die ehemals umfangreichen Anlagen des Bahnhofes wurden nach 1990 stufenweise zurückgebaut, heute sind nur noch drei von ursprünglich 15 Gleisen in Betrieb. Das stattliche Empfangsgebäude in Insellage steht heute leer.

## Fahrzeugeinsatz

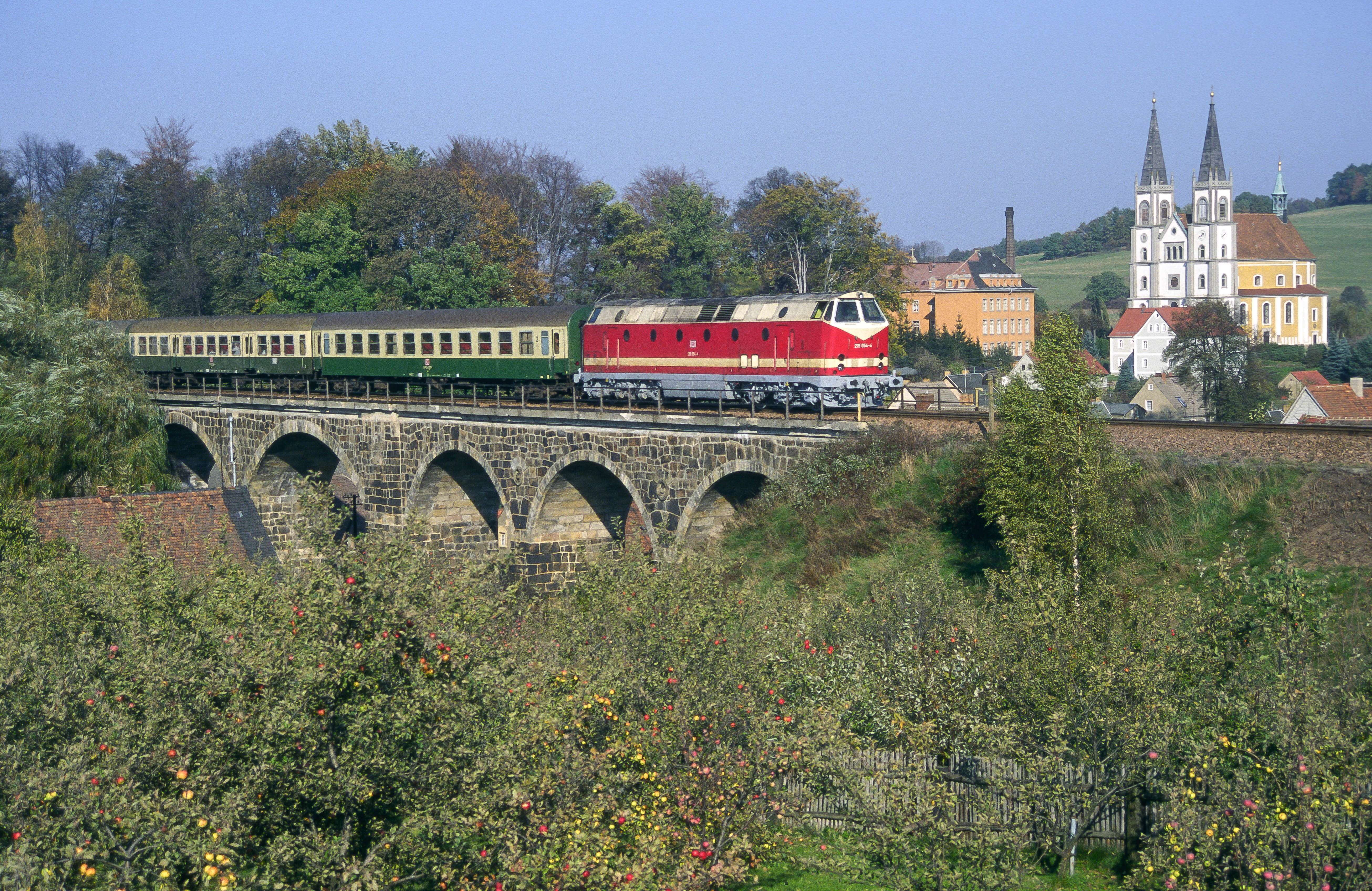
Baureihe 219 (ex DR-Baureihe 119) in Schirgiswalde am 21. Oktober 1994

Prägend in der Dampflokzeit waren die Baureihen 38.10–40 im Personenverkehr und 52 im Güterverkehr. Ab der Zeit um 1935 wurde der Eilzug Dresden–Zittau mit Triebwagenzügen, bestehend aus dieselelektrischen Triebwagen und Beiwagen von dem Bw Dresden-Pieschen gefahren. Diese Triebwagenverbindung wurde bis 1965 betrieben. Bis Ende der 1980er Jahre bestanden die Eilzüge Dresden–Zittau in aller Regel aus einer Lokomotive der DR-Baureihe 118 und Modernisierungs-Schnellzugwagen. Erst um 1988 wurde der Wagenpark der Eilzüge auf die seinerzeit modernen Mitteleinstiegswagen der Bauart Halberstadt umgestellt. Vor den Personenzügen kamen meist die Lokomotiven der DR-Baureihe 110 zum Einsatz. Nahgüterzüge verkehrten noch bis 1988 meist mit Dampflokomotiven der DR-Baureihe 52.80. Ein Einsatz der schweren sowjetischen Großdiesellokomotiven war wegen Meterlastbeschränkungen auf den zahlreichen Brücken nicht möglich.
Ab Anfang der 1990er kamen dann die rumänischen Lokomotiven der DR-Baureihe 119 vor allen Zügen zum Einsatz. Nach der Ertüchtigung der Viadukte und der Anhebung der möglichen Meterlasten war ab Mitte der 1990er Jahre auch die Baureihe 232/234 auf der Strecke zugelassen. Ihr Einsatz erfolgte vor allem vor den Wendezügen des Nahverkehrs.
Um 2000 lösten moderne Regionaltriebwagen die lokbespannten Wendezüge ab. Die Regionalbahnen fahren seitdem mit Fahrzeugen der Baureihe 642 (Desiro). Die Regionalexpress-Züge wurden aus Fahrzeugen der Baureihe 612 gebildet, die aber wegen des fehlenden Streckenausbaues ohne Neigetechnik verkehrten. Auf Bestellung des ZVON kommen seit 11. Dezember 2011 auch in Regionalexpresszügen Desiro zum Einsatz. Wegen des geringen Verkehrsaufkommens verkehren die Fahrzeuge meist solo.